# Innuendo (sång)
"Innuendo" är en sång av det brittiska rockbandet Queen. Den fanns med på albumet Innuendo, och släpptes som singel 14 januari 1991. Låten blev bandets tredje singeletta i Storbritannien.
Låten innehåller ett flamenco-influerat gitarrsolo av Steve Howe från Yes.

## Musikvideo
Det finns flera alternativa versioner av videon där varje bandmedlem gestaltas som ritade utklipp från arkiverade filmklipp. Avancerade dataanimationer som Stop motion förekommer. Videon blev bannlyst i vissa länder eftersom den innehöll klipp av Gulfkriget som var aktuellt när videon publicerades.

## Medverkande
- Roger Taylor - trummor
- John Deacon - bas
- Brian May - gitarr
- Freddie Mercury - sång, synth
- Steve Howe - gitarr
- David Richards - synth